# Dysputa lozańska
Dysputa lozańska – dysputa teologiczna, która odbyła się w dniach 1 do 8 października 1536 w Lozannie. Przyczyniła się do utrwalenia doktryny kalwinizmu jako przeciwnej unitarianizmowi.
Inicjatorami szeregu dysput teologicznych na terenie przyszłego kantonu Vaud byli Berneńczycy, którzy w ten sposób starali się od 1523 przekonać miejscową ludność do przyjęcia protestantyzmu. Te dysputy były nowatorskie, ponieważ nie ograniczały się do zamkniętej dyskusji w murach uniwersytetu, lecz były przeznaczone dla szerokiej publiczności i prowadzone w miejscowym języku, a nie po łacinie.
Dysputa odbyła się w katedrze w Lozannie. Poprzedziło ją wywieszenie w mieście 10 tez, które podważały doktrynę katolicyzmu. Uczestniczyło w niej ponad stu pastorów z kantonu Berno, około dwudziestu z Neuchâtel i tylko trzech z Genewy: Jan Kalwin, Wilhelm Farel i Courand. 
Chociaż celem dysputy miało być przede wszystkim propagowanie protestantyzmu, to Piotr Caroli (kontrowersyjny kaznodzieja, podejrzewany o działanie na korzyść katolicyzmu) podczas dysputy oskarżył reprezentantów Genewy o wyznawanie arianizmu i sabelianizmu. Caroli wykorzystał początkowe niezdecydowanie Kalwina w kwestii Trójcy Świętej. Kalwin unikał poruszania tego tematu, ponieważ istnienie Trójcy trudno mu było udowodnić na podstawie Biblii. Zmuszony przez Caroliego, wygłosił publiczne wyznanie wiary w Trójcę oraz wierność postanowieniom pierwszych soborów Kościoła. Przyczyniło się to do umocnienia kalwinizmu we francuskojęzycznej Szwajcarii i do przyjęcia tej doktryny przez zdecydowaną większość mieszkańców tego regionu.